# All Hope Is Gone (låt)
"All Hope Is Gone" är en låt av det amerikanska metalbandet Slipknot. Låten är den första singeln och titelspåret från Slipknots fjärde studioalbum med samma namn. Den fanns tillgänglig under 20 juni 2008 som gratis nedladdning på bandets officiella webbplats och släpptes som digital singel den 23 juni 2008. Låten tillbringade 1 vecka på Sverigetopplistan och nådde som bäst plats 42.
Låten utannonserades ursprungligen av blabbermouth.net som "ett tyngre spår" från All Hope Is Gone och började spelas på radio den 15 juni. "All Hope Is Gone" är även det första titelspåret från ett Slipknot-album att släppas som en singel.

## Teman och produktion
I en intervju med musiktidningen Kerrang! avslöjade trummisen Joey Jordison att "All Hope Is Gone" var ett samarbete mellan alla bandmedlemmarna, samt att låten var en av de sista att spelas in för bandets fjärde studioalbum med samma namn. "Låten, musiken och temat talar för sig självt. Det är en låt med världen som insats: alla situationer till hands, vare sig personliga eller världsliga, och att försöka vända saker till det positiva. Ibland måste man möta det groteska att åstadkomma något fantastiskt." Jordison fortsatte med att säga, "Jag gjorde faktiskt en demo av låten ensam och visste inte hur den skulle bli när vi närmade oss slutet av albumet. Jag hoppades att det skulle hamna på albumet. Jag visste att den skulle det när alla engagerade sig i den."
Angående låtens koncept, berättade Jordison att "En stor del av det malande riffet i verserna skapades av Paul Gray för flera år sedan, långt innan Slipknot. Det är roligt hur saker inte dör. Mick kom in och satte eld på låten och Jim Root gjorde samma sak. När väl Corey hade spelat in sången, då var det klart. Den killens röst och övertygelse skulle kunna sälja narkotika till en nunna."

## Låtlista
1. "All Hope Is Gone"  – 4:45

## Charts
| Topplista (2008)  | Topp- placering |
| ----------------- | --------------- |
| Sverigetopplistan | 42              |
| UK Singles Chart  | 98              |